# 贾祥
贾祥（？—），男，中华人民共和国政治人物，曾任中直机关工委副书记，中华全国总工会主席团委员，第十届全国政协委员。